# Antonios Aziz Mina
Antonios Aziz Mina (Al-Minja, 9 de fevereiro de 1955) - sacerdote católico egípcio da Igreja Católica Copta, bispo de Gizé em 2006-2017.
Em 9 de junho de 1978, foi ordenado sacerdote. Incardinado na eparquia de Al-Minja, lá trabalhou como pároco por vários anos e, em 1984-1988, estudou direito canônico das Igrejas orientais em Roma. Depois de regressar ao país, foi, entre outros juiz episcopal e conferencista no seminário de Maadi, e em 1992 partiu novamente para Roma e começou a trabalhar na Congregação para as Igrejas Orientais, ao mesmo tempo ensinando direito canônico das Igrejas Orientais no Pontifício Instituto Oriental.
Em 19 de dezembro de 2002, foi eleito bispo da Cúria do Patriarcado Copta de Alexandria. Dois dias depois, esta eleição foi aprovada por João Paulo II, que lhe concedeu a sé titular de Mareotes. Foi ordenado bispo em 13 de fevereiro de 2003 pelo então patriarca alexandrino da Igreja Copta - Estêvão II Ghattas.
Em 27 de dezembro de 2005, foi eleito bispo da Eparquia de Gizé (a eleição foi aprovada em 3 de janeiro de 2006 pelo Papa Bento XVI).
Em 23 de janeiro de 2017, o Papa Francisco aceitou sua renúncia ao cargo.